# Partito Socialista d'Ucraina
Il Partito Socialista d'Ucraina (in ucraino Соціалістична Партія України?, Socialistyčna Partija Ukraїny, SPU) è un partito politico ucraino di orientamento socialista democratico fondato nel 1991 da alcuni esponenti del dissolto Partito Comunista d'Ucraina.
La sua attività è stata limitata e posta sotto controllo nel marzo 2022, dopo l'invasione russa dell'Ucraina, insieme ad altre dieci forze politiche considerate filo-russe.

## Storia

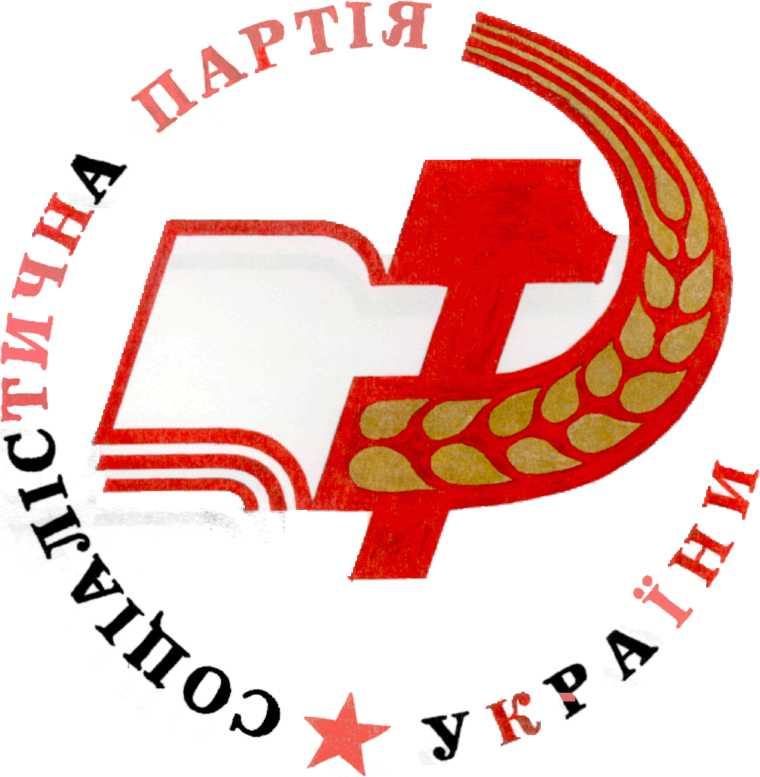
Primo logo del partito.

Il partito si presentò per la prima volta su scala nazionale alle elezioni parlamentari del 1994, in cui conseguì il 3,30% dei voti e 14 seggi, risultando la forza politica più votata dopo il Partito Comunista e il Movimento Popolare. Alle successive elezioni presidenziali il leader socialista Oleksandr Moroz giunse al terzo posto col 13% dei suffragi.
In occasione delle elezioni parlamentari del 1998 i socialisti siglarono un accordo col Partito Contadino d'Ucraina: il blocco ottenne l'8,56% dei voti e 35 seggi.
Alle presidenziali del 1999 il partito ricandidò Moroz, piazzatosi di nuovo terzo con l'11% dei voti, mentre nel turno di ballottaggio sostenne l'esponente comunista Petro Symonenko, poi sconfitto dal presidente uscente Leonid Kučma, moderato e filo-russo.
Alle elezioni parlamentari del 2002 i socialisti scesero al 6,8% eleggendo 24 deputati (10 in meno); successivamente entrarono a far parte del governo guidato da Viktor Juščenko, insieme a Ucraina Nostra e al Blocco Julija Tymošenko. Alle presidenziali del 2004 il partito sostenne ancora una volta Moroz, che ottenne il 5% dei voti; in vista del ballottaggio fra Viktor Janukovyč (filo-russo) e Juščenko (filo-occidentale), appoggiò la candidatura di quest'ultimo, eletto nel nuovo turno elettorale indetto dopo la cosiddetta rivoluzione arancione.
Alle elezioni parlamentari del 2006, caratterizzate dalla polarizzazione filorussi - filoccidentali, il socialisti, considerati vicino a questi ultimi, scesero al 5,6% dei voti, riuscendo però ad eleggere comunque 33 seggi (9 in più), grazie allo sbarramento del 3% che impedì a vari partiti di entrare in Parlamento. Il PSU entrò a far parte del governo guidato da Julija Tymošenko, ma dopo appena tre mesi passò a sostenere il nuovo esecutivo guidato da Viktor Janukovyč, sostenuto anche dal Partito delle Regioni e dal Partito Comunista d'Ucraina.
Questi passaggi di coalizioni sono dovuti alla "peculiarità" del PSU nel panorama politico ucraino, caratterizzato più che da divergenze "ideali", da differenze etno-economiche. Il PSU, infatti, è radicato nelle regioni centrali del Paese, con una buona presenza sia nel nord-ovest, che nel sud-est ucraino. La coalizione filoccidentale (BYT, NU) è particolarmente forte nella zona centro-occidentale, mentre quella filorussa (PR, PCU) in quella sud-orientale. Il PSU raccogliendo consensi in modo omogeneo in entrambe le aree "etno-culturali" è finito per diventare "conciliabile" con entrambe le coalizioni.
Il forte scontro tra filo-russi e filo-occidentali, ha penalizzato il PSU che, alle elezioni parlamentari del 2007, ha dimezzato i propri consensi (2,9%) e, non avendo superato lo sbarramento del 3%, non ha eletto deputati. Il PSU è stato ostacolato anche dalla presenza dei centristi del "Blocco Del Popolo - Litvin", anch'essi equidistanti dalle posizioni in campo e portatori delle istanze delle comunità rurali.
Nel 2011 il PSU è stato espulso dall'Internazionale Socialista.

## Risultati elettorali
| Elezione          | Voti      | %    | Seggi    |
| ----------------- | --------- | ---- | -------- |
| Parlamentari 1994 | 895.830   | 3,30 | 14 / 450 |
| Parlamentari 1998 | 2.273.788 | 8,56 | 35 / 450 |
| Parlamentari 2002 | 1.780.642 | 6,87 | 22 / 450 |
| Parlamentari 2006 | 1.444.224 | 5,70 | 33 / 450 |
| Parlamentari 2007 | 668.234   | 2,87 | 0 / 450  |
| Parlamentari 2012 | 93.071    | 0,46 | 0 / 450  |
| 1.                |           |      |          |

| Elezione           | Elezione | Candidato       | Voti      | %     | Esito                 |
| ------------------ | -------- | --------------- | --------- | ----- | --------------------- |
| Presidenziali 1994 | I turno  | Oleksandr Moroz | 3.466.541 | 13,09 | ❌ Non eletta/o (3º)  |
| Presidenziali 1999 | I turno  | Oleksandr Moroz | 2.969.896 | 11,29 | ❌ Non eletta/o (3º)  |
| Presidenziali 2004 | I turno  | Oleksandr Moroz | 1.632.098 | 5,82  | ❌ Non eletta/o (3º)  |
| Presidenziali 2010 | I turno  | Oleksandr Moroz | 95.169    | 0,39  | ❌ Non eletta/o (11º) |